# (100229) Jeanbailly
(100229) Jeanbailly est un astéroïde de la ceinture principale.

## Description
(100229) Jeanbailly est un astéroïde de la ceinture principale. Il fut découvert par Eric Walter Elst le 10 août 1994 à l'observatoire de La Silla. Il présente une orbite caractérisée par un demi-grand axe de 3,94 UA, une excentricité de 0,2377 et une inclinaison de 4,75° par rapport à l'écliptique.
Il fut nommé en hommage au français Jean-Sylvain Bailly (1736-1793), qui fut astronome, mathématicien et franc-maçon.

## Compléments